# Impacto financiero de la pandemia de COVID-19

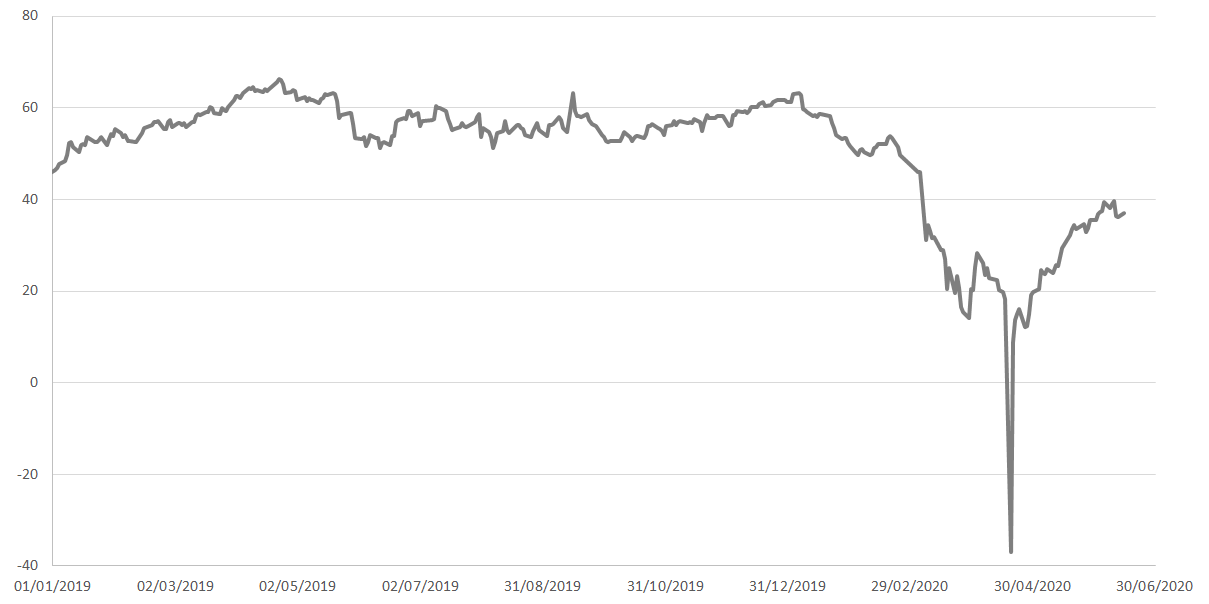
Movimiento del precio del WTI a partir de 2019. El 20 de abril de 2020 los precios cayeron por debajo de cero por primera vez en la historia.

La crisis financiera asociada con la pandemia de enfermedad por coronavirus de 2019-2020 tiene un impacto amplio y severo en los mercados financieros, incluidos los mercados de acciones, bonos y materias primas (incluidos el petróleo crudo y el oro). Los principales eventos incluyeron una guerra de precios del petróleo descrita entre Rusia y Arabia Saudita después de no alcanzar un acuerdo con la OPEP+ que resultó en un colapso de los precios del petróleo crudo y el colapso del mercado de valores en marzo de 2020. Los efectos sobre los mercados son parte de la recesión del coronavirus y entre los muchos impactos socioeconómicos de la pandemia.

## Riesgo financiero y riesgo por país
A medida que el coronavirus puso a Europa y Estados Unidos en aislamiento virtual, los economistas financieros, la calificación crediticia y los expertos del riesgo por país se han apresurado a reorganizar sus evaluaciones a la luz de los desafíos geoeconómicos sin precedentes que plantea la crisis. M. Nicolas Firzli, director del Consejo Previsional Mundial (WPC) y miembro de la junta asesora en el Fondo de Infraestructura Global del Banco Mundial, se refiere a ella como "la Gran Crisis Financiera" y dice que está sacando a la luz muchas finanzas acumuladas y disfunciones geopolíticas:

"Hasta ahora, los únicos países europeos obligados a establecer prohibiciones de venta corta son Italia, España y Francia: tres de las cuatro economías más grandes de la debilitada 
Unión Europea". Él cree que la vulnerabilidad financiera de Madrid, Milán y París se debe a una realidad geoeconómica que a menudo se pasa por alto, que podría aparecer en los próximos días. “Según los estándares de la OCDE, España, Italia y Francia tienen bases de activos de pensiones muy débiles. Su riqueza combinada en pensiones es más de 15 veces menor que la de jurisdicciones como el Reino Unido o Australia. En tiempos de crisis aguda, como hoy, carecen de compradores nacionales de efectivo como último recurso para los bonos y acciones negociados en sus mercados financieros. Como resultado, sus economías nacionales sufrirán y su soberanía política en sí misma puede verse severamente erosionada.”

Sin embargo, a nivel internacional y nacional, como dijo Helmut Ettl, jefe de la autoridad del mercado financiero austríaco, no hay datos empíricos confiables para medir los efectos continuos de la enfermedad COVID-19 en la economía y el medio ambiente, ya que este tipo de crisis no tiene precedentes. Las compañías que ya eran financieramente débiles antes de la crisis ahora están más desestabilizadas. Todo lo que se sabe, dijo Ettl, es que la crisis será profunda.

## Respuesta de las empresas al riesgo para la salud
Como lo exige la regulación, los grandes bancos estadounidenses están revisando los planes de emergencia para garantizar que puedan continuar operando si las condiciones empeoran; Los planes de contingencia incluyen hacer que los empleados trabajen desde sus hogares, transferir personal a las oficinas de respaldo e incluso enviar personal a oficinas en otras ciudades. Goldman Sachs canceló todos los viajes "no esenciales" y estableció restricciones específicas para viajar a China, Corea del Sur, Italia e Irán. Amazon, quien confirmó que un empleado en el área de Seattle dio positivo por COVID-19, prohibió los viajes no esenciales de los empleados.
Las grandes compañías tecnológicas también han realizado cambios. Twitter "suspende todos los viajes de negocios y eventos no críticos". Facebook canceló su conferencia de desarrolladores F8. Algunas compañías, incluidas Microsoft, GitHub y Square, Inc., también han alentado a los empleados a trabajar desde casa.
Otras grandes corporaciones han reducido su actividad comercial o modificado sus prácticas comerciales. Nike cerró su sede de Oregón y su sede europea en Ámsterdam "por precaución".

## Mercado de valores
El colapso del mercado de valores de 2020 fue un colapso global del mercado de valores que ocurrió entre febrero y abril de 2020, durante el inicio de la pandemia de coronavirus de 2020.
El promedio industrial Dow Jones, el índice S&P 500 y el NASDAQ-100 cayeron en una corrección el 27 de febrero durante una de las peores semanas de negociación desde la crisis financiera de 2007-08. Los mercados durante la semana siguiente (del 2 al 6 de marzo) se volvieron extremadamente volátiles, con oscilaciones del 3 % o más por sesión diaria (excepto el 6 de marzo). El 9 de marzo, los tres índices de Wall Street cayeron más del 7 % y la mayoría de los mercados mundiales reportaron severas contracciones, principalmente en respuesta a la guerra de precios del petróleo entre Rusia y Arabia Saudí. Esto se conoció coloquialmente como Lunes Negro (Black Monday en inglés), y fue la peor caída desde la Gran Recesión en 2008. Tres días después del Black Monday hubo otra caída, Jueves Negro (Black Thursday en inglés), donde las acciones en Europa y América del Norte cayeron más del 9 %. Wall Street experimentó su mayor caída porcentual en un solo día desde el Lunes Negro de 1987, y el FTSE MIB cayó casi un 17 %, convirtiéndose en el mercado más afectado durante el Jueves Negro.

### 9 de marzo de 2020
Black Monday (conocido como el lunes negro en español) fue una caída de la Bolsa de Valores en el mercado global ocurrido el 9 de marzo de 2020, durante el colapso del mercado de valores de 2020. Los mercados abrieron con el porcentaje más bajo, precedidas de dos semanas de considerables caídas. Los mercados bursátiles mundiales sufrieron la mayor caída desde 2008, durante la Gran Recesión. Causas notables incluyeron una combinación de la Pandemia de COVID-19 y la guerra de precios del petróleo entre Rusia y Arabia Saudita.

## Precios del petróleo
El 8 de marzo de 2020, Arabia Saudita inició una guerra de precios con Rusia, lo que provocó una caída importante en el precio del petróleo. El precio del petróleo de los Estados Unidos cayó un 34 %, el precio del crudo cayó un 26 % y el del petróleo Brent un 24 %. La guerra de precios fue provocada por una ruptura en el diálogo entre la Organización de Países Exportadores de Petróleo y el Gobierno de la Federación de Rusia sobre los recortes de producción de petróleo propuestos en medio de la pandemia de coronavirus 2019-20. Los precios del petróleo ya habían caído un 30 % desde el comienzo del año debido a una caída en la demanda. La caída de los precios fue una de las causas del colapso del mercado de valores global el 9 de marzo de 2020, conocido coloquialmente como Lunes negro.
La reducción en la demanda de viajes y la falta de actividad fabril debido al brote impactaron significativamente la demanda de petróleo, haciendo que su precio cayera. A mediados de febrero, la Agencia Internacional de Energía pronosticó que el crecimiento de la demanda de petróleo en 2020 sería el más pequeño desde 2011. La caída de la demanda china resultó en una reunión de la Organización de Países Exportadores de Petróleo (OPEP) para discutir un posible recorte en la producción para equilibrar la pérdida de demanda. Inicialmente, el cartel llegó a un acuerdo tentativo para reducir la producción de petróleo en 1,5 millones de barriles por día después de una reunión en Viena el 5 de marzo de 2020, lo que llevaría los niveles de producción al nivel más bajo desde la guerra de Irak.

## Mercado de bonos
Antes de la pandemia de enfermedad por coronavirus, una cantidad masiva de préstamos de empresas con calificaciones justo por encima de "basura", junto con el crecimiento de los préstamos apalancados, que se otorgan a empresas con una cantidad significativa de deudas, creó una vulnerabilidad en el sistema financiero. El colapso de esta burbuja de deuda corporativa podría poner en peligro la solvencia de las empresas, lo que podría empeorar la próxima recesión. En enero, la nueva deuda corporativa de EE. UU. cayó un 10% con respecto al año anterior, lo que podría indicar una mayor precaución de los inversores. A medida que comenzó a sentirse el impacto económico del coronavirus, numerosas fuentes de noticias financieras advirtieron sobre la potencial cascada de impactos sobre los $10 billones de dólares en deuda corporativa. Entre mediados de febrero y principios de marzo, los inversores aumentaron la prima, o rendimiento adicional, para mantener los bonos basura en cuatro veces la prima exigida a los prestamistas de crédito más altos, lo que indica un mayor recelo.
Durante el colapso del mercado de valores de 2020 que comenzó la semana del 9 de marzo, los precios de los bonos se movieron inesperadamente en la misma dirección que los precios de las acciones. Los bonos generalmente se consideran más seguros que las acciones, por lo que los inversores confiados venderán bonos para comprar acciones y los inversores cautelosos venderán acciones para comprar bonos. Junto con el movimiento inesperado de bonos en concierto con acciones, las oficinas de bonos informaron que se había vuelto difícil negociar muchos tipos diferentes de bonos, incluidos bonos municipales, bonos corporativos e incluso bonos del Tesoro de EE. UU. The New York Times opinó que esto, junto con la caída futura del oro, indicaba que los principales inversores estaban experimentando una crisis de liquidez e intentaban vender cualquier activo que pudieran. A medida que los grandes inversores buscaban vender, la diferencia entre los precios que los vendedores y los compradores querían se amplió. Como los bancos no pudieron vender los bonos que tenían, también dejaron de comprarlos. A medida que disminuía el número de operadores, los pocos intercambios que quedaban cambiaron enormemente los precios de los bonos. La profundidad del mercado en bonos del Tesoro, una medida de liquidez, cayó a su nivel más bajo desde la crisis de 2008.
El 17 de marzo, el Fed anunció que utilizaría el Fondo de Financiación de Papel Comercial (CPFF). El CPFF se utilizó por primera vez en la crisis financiera de 2007-2008 para comprar alrededor de $350 mil millones de dólares de papel comercial, aumentando así la cantidad de efectivo en el mercado de papel comercial, utilizado por las empresas para pagar facturas y otras demandas a corto plazo. El papel comercial afecta más directamente a los mercados de préstamos hipotecarios y de automóviles, así como también el crédito a pequeñas y medianas empresas. El Departamento del Tesoro de los EE. UU. autorizó $10 mil millones de dólares para respaldar las pérdidas incurridas por el Fed utilizando el Fondo de Estabilización del Cambio del Tesoro. Los mercados bursátiles estadounidenses se recuperaron en las noticias.
El 19 de marzo, el Banco Central Europeo anunció un programa de compra de bonos de €750 mil millones de euros ($820 mil millones de dólares), denominado "Programa de compra de emergencia pandémica", para mitigar la agitación del mercado. A diferencia de las compras anteriores de activos del BCE, se incluyeron los bonos del gobierno griego. Los mercados reaccionaron positivamente, con el rendimiento de los bonos del gobierno italiano cayendo a 1.542% de 2.5% del día anterior. La presidenta del BCE, Christine Lagarde, declaró que: "Los tiempos extraordinarios requieren una acción extraordinaria. No hay límites para nuestro compromiso con el euro".